# Natalia Krakowiak
Natalia Krakowiak (ur. 11 stycznia 1990 w Kołobrzegu) – polska piosenkarka i aktorka. Związana zawodowo z Teatrem Muzycznym „Roma” w Warszawie.

## Życiorys
Jest absolwentką szkoły muzycznej I stopnia w klasie fortepianu i Uniwersytetu Muzycznego im. Fryderyka Chopina w Warszawie na kierunku „musical”.
Czterokrotnie uczestniczyła w programie muzycznym dla dzieci Od przedszkola do Opola. W latach 2007–2015 występowała we wszystkich spektaklach teatru Studio Buffo, m.in. Ukochany Kraj..., Karuzela marzeń, Tyle miłości i Hity Buffo oraz w musicalach Metro i Romeo i Julia. W 2015 została aktorką Teatru Muzycznego „Roma” w Warszawie, w którym zagrała główne role w musicalach: Pięć ostatnich lat, Piloci, Once, poza tym zagrała Amneris w musicalu Aida i Oz w We Will Rock You. 
Śpiewała w programach muzycznych Janusza Józefowicza: Przebojowa noc i Złota sobota w TVP1. Była solistką w teleturnieju Jaka to melodia? w TVP1.
W 2009 za wykonanie piosenki Budki Suflera „Jest taki samotny dom” otrzymała Nagrodę im. Anny Jantar za zwycięstwo w konkursie „Debiutów” na 46. Krajowym Festiwalu Piosenki Polskiej w Opolu. W 2013 została ćwierćfinalistką programu TVP2 The Voice of Poland.  Wiosną 2018 uczestniczyła w dziewiątej edycji programu rozrywkowego Twoja twarz brzmi znajomo w telewizji Polsat.
W 2022 wydala singiel „Inaczej”, a następnie „Secrets” i „Control”, które znalazły się na ścieżce dźwiękowej filmu 365 dni. 

### Nagrody
Zdobyła Grand Prix Ogólnopolskiego Festiwalu Interpretacji Piosenki Polskiej im. Bogusława Klimczuka w Kozienicach, Grand Prix Ogólnopolskiego Festiwal Młodych Wokalistów „Debiuty” w Lublinie, zajęła pierwsze miejsce na Ogólnopolskim Festiwalu Piosenki Dziecięcej i Młodzieżowej w Chodzieży oraz drugie miejsce na Międzynarodowym Festiwalu Piosenki i Tańca w Koninie.
| Rok  | Nagroda                  | Kategoria                         | Uwagi   |
| ---- | ------------------------ | --------------------------------- | ------- |
| 2009 | Festiwal Debiuty w Opolu | Debiuty („Jest taki samotny dom”) | Wygrana |

### Życie prywatne
25 maja 2020 urodziła córkę Nadię.